# Mama vitregă (film)
Mama vitregă (titlu original: Stepmom) este un film american dramatic de comedie din 1998 regizat de Chris Columbus și produs de Wendy Finerman, Mark Radcliffe și Michael Barnathan. Scenariul a fost scris de Gigi Levangie, Jessie Nelson, Steven Rogers, Karen Leigh Hopkins și Ronald Bass. Rolurile principale au fost interpretate de actorii Julia Roberts, Susan Sarandon și Ed Harris și urmărește o femeie bolnavă în stadiu terminal care face cunoștință cu noua iubită a fostului ei soț, care va fi mama vitregă a copiilor lor.

## Distribuție
- Julia Roberts - Isabel Kelly
- Susan Sarandon - Jackie Harrison
- Ed Harris - Luke Harrison
- Jena Malone - Anna Harrison
- Liam Aiken - Ben Harrison
- Lynn Whitfield - Dr. Sweikert
- Darrell Larson - Duncan Samuels
- Mary Louise Wilson - School Counselor
- Andre B. Blake - Cooper
- Herbert Russell - Photo Assistant
- Jack Eagle - Craft Service Man